# 사나다 노부쓰나

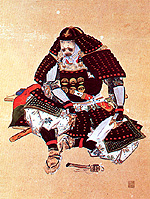

사나다 노부쓰나(일본어: 真田信綱)는 센고쿠 시대의 무장이다. 가이 다케다 가문의 신겐, 가쓰요리 2대를 섬겼다. 아명은 겐타(源太). 벼슬은 사에몬노죠(左衛門尉). 다케다 가문의 기마 200기를 지휘하는 사무라이대장. 다케다 24장 출신.

## 가계
가이의 다케다 가문의 신하였던 사나다 유키타카(真田幸隆)의 적장자로 태어났다. 다케다 신겐(武田信玄), 다케다 가쓰요리(武田勝頼)의 2대에 걸쳐 섬겼다. 관례를 올리기 전의 이름은 불명이다. 아내는 확실하지는 않으나 북시나노의 호족인 다카나시 마사요리(高梨政頼) 혹은 이노우에 지로자에몬(井上次郎座衛門)의 딸이라고 하는 설이 있다. 슬하에 장남 노부오키(信興), 차남 노부미쓰(信光) 등이 있다. 딸은 조카 노부유키(信之)의 측실이다.

## 생애
노부쓰나 인생의 전반기는 베일에 싸여 있다. 당시의 사료나 문헌 중 노부쓰나의 이름이 언급된 것이 드물기 때문이다. 사나다 가문의 집안 신사(神社)인 시아야마 하쿠잔 신사 오쿠노미야에 아버지 유키타카와 함께 봉납한 글이 남아 있는 것이 고작이다. 그래서 다케다 군에 복무하기 시작한 것은 언제인지, 처음으로 참전한 전투는 어디인지 등은 불명확하다. 《고요군감(甲陽軍鑑)》에 따르면, 에이로쿠 4년(1561년)의 제4차 가와나카지마 전투에서 아버지 유키타카와 함께 사이죠 산(妻女山) 공격을 위한 별동대에 참가했다고 한다. 또, 에이로쿠 10년(1567년) 무렵에는 이미 사나다 가문 안에서 세대교체가 이루어져, 겐키 3년(1572년)에는 유키타카를 대신해 시나노 군단을 이끌었다고 한다.
항상 아버지 유키타카와 동생 마사테루(昌輝)와 함께 행동했다. 유키타카와 함께 시나노나 고즈케 각지에서 싸웠고, 에이로쿠 11년(1568년)에는 마사테루와 함께 형제가 나란히 스루가 침공의 선봉을 맡았다. 에이로쿠 12년(1569년)의 미마세 고개 전투(三増峠の戦い)에서 마사테루와 나이토 마사토요(内藤昌豊)와 함께 전공을 세웠다. 그 후에도 주요 전투에는 항상 참가하여, 주로 선봉장으로서 활약했다. 또 최근에는 중책인 미노와 성(箕輪城) 성주 대리를 맡고 있었다는 설도 유력하다. 사나다 가문은 유키타카 때부터 다케다를 섬긴 신참이지만, 이것은 후다이가신(대대로 섬겨온 가신)에 준하는 대우였던 것이다.
덴쇼 2년(1574년)에 유키타카가 사망하자 정식으로 사나다 가문의 가독(가문의 우두머리의 권리)를 계승했지만, 이듬해인 덴쇼 3년의 나가시노 전투(長篠の戦い)에서 동생 마사테루와 함께 전사하고 만다. 향년 39세. 이후 사나다 가문의 가독은 마사테루 밑의 동생인 마사유키가 계승한다.

## 인물
개인적인 명성이나 화려한 무용담은 적은 인물이지만, 신겐의 출진시에는 항상 종군했고, 중요한 전투에도 모두 참천한 것으로 보아, 가문 내에서 두터운 신뢰를 받으면서 묵묵히 할 일을 수행하는 무장이었던 것 같다. 또 3척 3촌의 칼인 '아오에 사다쓰구(青江貞次)'를 휘두르는 용장이며, 야전이나 공성전에서 발군의 수완을 발휘했다는 기록도 있다.
나가시노 전투에서 노부쓰나를 전사시킨 것은 도쿠가와 군의 와타나베 마사쓰나(渡辺政綱)지만, 노부쓰나의 목은 노부쓰나의 가신인 시라카와(白河) 형제가 입고 있던 군복으로 싸 카이에 가지고 돌아왔다고 하며, 이 '피묻은 군복'은 노부쓰나(信綱)의 이름을 딴 절인 신코지(信綱寺)에 지금도 남아 있다. 신코지는 동생 마사유키가 노부쓰나의 묘를 세우면서 세운 절이다.
| 전임 사나다 유키타카 | 제3대 시나노 사나다 가문 당주 1574년 ~ 1575년 | 후임 사나다 마사유키 |